# Pholidobolus prefrontalis
Pholidobolus prefrontalis — вид ящірок родини гімнофтальмових (Gymnophthalmidae). Ендемік Еквадору.

## Поширення і екологія
Pholidobolus prefrontalis мешкають в долинах Еквадорських Анд, в провінціях Болівар, Чимборасо, Каньяр і Асуай. Вони живуть в сухих і вологих гірських тропічних лісах. Зустрічаються на висоті від 2295 до 3169 м над рівнем моря.